# Thai nghén
Thai nghén (La tinh: graviditas) là việc mang một hay nhiều con, được gọi là một bào thai hay phôi thai, bên trong tử cung của một phụ nữ. Trong một lần thai nghén, có thể có nhiều bào thai, như trong trường hợp sinh đôi hay sinh ba. Việc thai nghén ở loài người được nghiên cứu kỹ lưỡng nhất trong số tất cả các loài động vật có vú. Sản khoa là lĩnh vực phẫu thuật nghiên cứu và chăm sóc những trường hợp thai nghén có nguy cơ cao. Thuật đỡ đẻ là lĩnh vực phi phẫu thuật chăm sóc thai nghén và phụ nữ mang thai.
Việc sinh đẻ thường diễn ra sau khoảng 38 tuần từ khi thụ thai, ví dụ, khoảng 40 tuần từ lần có kinh bình thường cuối cùng (LNMP) đối với loài người. Tổ chức Y tế Thế giới định nghĩa thời kỳ sinh đẻ bình thường trong khoảng 37 tới 42 tuần. Việc tính toàn ngày sinh liên quan tới thời kỳ giả định thông thường 28 ngày.

## Thuật ngữ

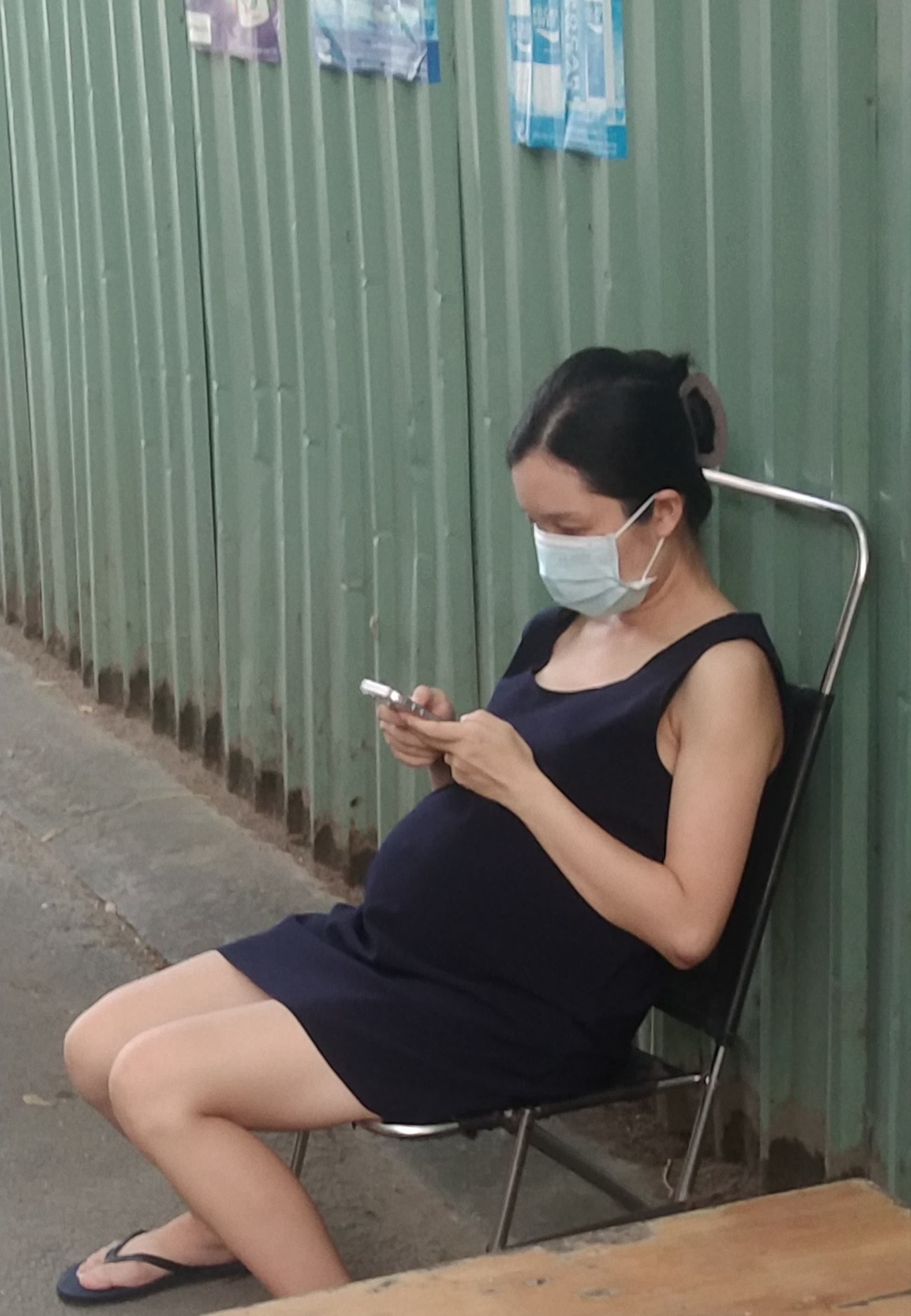
Một phụ nữ mang bầu tại Việt Nam vào tháng 12 năm 2022.

Một thuật ngữ khoa học về tình trạng mang thai là gravid (có mang - tiếng Anh), và một phụ nữ có thai thỉnh thoảng được gọi là gravida. Không từ nào được sử dụng trong trò chuyện thông thường. Tương tự, thuật ngữ "parity" (viết tắt "para") được dùng cho số lượng những lần sinh thành công trước đó. Về y học, một phụ nữ chưa bao giờ có thai được gọi là "nulligravida", và ở những lần có thai sau đó được gọi là "multigravida" hay "multiparous". Vì thế trong lần mang thai thứ hai một phụ nữ có thể được miêu tả là một "gravida 2, para 1" và khi sinh là "gravida 2, para 2". Lần mang thai, cũng như những lần phá thai, sẩy thai hay chết non được tính cho giá trị parity ít hơn số gravida, trong khi một lần sinh nhiều con sẽ làm tăng giá trị parity. Phụ nữ chưa bao giờ có thai nhiều hơn 20 tuần tuổi được gọi là "nulliparous". Thuật ngữ y tế về một phụ nữ có thai lần đầu là primigravida.
Thuật ngữ embryo (phôi thai) được dùng để miêu tả đứa trẻ đang phát triển trong tám tuần đầu tiên sau khi thụ thai, và thuật ngữ fetus (bào thai) được dùng từ khoảng hai tháng tuổi tới khi sinh.
Trong nhiều định nghĩa y tế và pháp lý xã hội, sự mang thai của con người được chia không chính xác thành ba giai đoạn ba tháng, như một công cụ để đơn giản hoá việc biểu hiện ba giai đoạn phát triển thai nhi. Ba tháng đầu có nguy cơ sẩy thai (phôi thai hay bào thai chết tự nhiên) cao nhất. Trong ba tháng tiếp theo, sự phát triển của bào thai có thể được giám sát và chẩn đoán dễ dàng hơn. Sự bắt đầu của ba tháng cuối thường xấp xỉ thời điểm khả năng sống sót, hay khả năng sống sót của bào thai, với hoặc không có sự hỗ trợ y tế, bên ngoài tử cung.

## Tiến triển

Các giai đoạn phát triển thai nhi, với các tuần và tháng được đánh số theo thời kỳ thai nghén.

### Bắt đầu
Sự mang thai xảy ra như kết quả của giao tử cái hay noãn bào bị một giao tử đực tinh trùng xâm nhập trong một quá trình được gọi là, trong y học, sự "thụ thai". Sau khi được "thụ thai" nó được gọi là một hợp tử. Sự tiết tinh trùng nam thường xảy ra qua hoạt động quan hệ tình dục. Tuy nhiên, sự xuất hiện của thụ tinh nhân tạo và thụ tinh trong ống nghiệm cũng khiến việc thụ thai có thể xảy ra trong những trường hợp quan hệ tình dục không thể dẫn đến có thai (ví dụ qua việc lựa chọn hay vô sinh nam/nữ).

### Tam cá nguyệt
Một thai kỳ có 3 tam cá nguyệt. Tam cá nguyệt (tiếng Anh là Trimester) là khoảng thời gian từ khi mang thai đến lúc sinh nở, các mẹ sẽ phải trải qua 3 tam cá nguyệt của thai kỳ:
Tam cá nguyệt thứ 1 – 3 tháng đầu thai kỳ
Tam cá nguyệt thứ 2 – 3 tháng giữa thai kỳ
Tam cá nguyệt thứ 3 – 3 tháng cuối thai kỳ

### Giai đoạn trước khi sinh
Perinatal là giai đoạn "khoảng thời gian sinh", đặc biệt từ đủ 22 tuần (154 ngày) mang thai (thời gian khi trọng lượng sinh thường là 500 g) tới đủ bảy ngày sau khi sinh.
Các quy định khác biệt khác nhau tuỳ theo quốc gia gồm cả tuổi thai nghén bắt đầu từ 16 – 22 tuần (5 tháng) trước khi sinh.

### Thời gian
Thời gian sinh (EDD) thông thường là 40 tính từ lần kinh nguyệt (LMP) cuối cùng và việc sinh đẻ thường diễn ra trong khoảng 37 tới 42 tuần, Thời gian mang thai thực tế thường là 38 tuần sau khi thụ thai. Dù việc thai nghén bắt đầu khi thụ thai, để thuận tiện hơn nó sẽ được tính từ ngày đầu tiên của kỳ kinh nguyệt cuối cùng, hay từ ngày thụ thai nếu biết. Bắt đầu từ một trong những ngày đó, ngày sinh dự tính có thể được tính toán. 40 tuần là chín tháng và sáu ngày, là cơ sở của quy tắc Naegele tính toán ngày sinh. Các thuật toán phức tạp và chính xác hơn có tính đến những sai biệt, như đây là lần mang thai đầu hay không (ví dụ phụ nữ có thai con so hay con rạ), sắc tộc, tuổi cha mẹ, chiều dài và sự đều đặn của chu kỳ kinh nguyệt.
Thai nghén được cho là 'đến kỳ' khi thai đạt đủ 37 tuần tuổi nhưng chưa đến 42 tuần (giữa 259 và 294 ngày từ LMP). Các sự kiện trước khi đủ 37 tuần (259 ngày) được coi là sinh sớm; từ tuần 42 (294 ngày) các sự kiện được coi là sinh muộn. Khi một lần thai nghén vượt quá 42 tuần (294 ngày), nguy cơ biến chứng cho phụ nữ và thai nhi gia tăng mạnh. Như vậy, các bác sĩ sản khoa thường muốn cho đẻ kích thích, trong một trường hợp thai nghén phức tạp, ở giai đoạn từ 41 đến 42 tuần.
Văn bản y tế gần đây thường thích dùng thuật ngữ sinh sớm (pre-term) và sinh muộn (post-term) hơn premature và post-mature. Pre-term và post-term được định nghĩa không rõ ràng như trên, theo đó premature và postmature có nghĩa lịch sử và liên quan nhiều hơn tới kích thước trẻ sơ sinh và tình trạng phát triển hơn là giai đoạn thai nghén.
Chưa tới 5% ca sinh xảy ra vào ngày dự đoán; 50% ca sinh xảy ra trong vòng 1 tuần từ ngày đoán, và tới 90% trong vòng hai tuần. Vì thế, sẽ dễ dàng hơn, khi xem xét một loạt ngày dự đoán chứ không phải một ngày chính xác, một số các dự đoán ngày sinh trên mạng có thể cung cấp thông tin này.
Ngày mang thai chính xác là quan trọng, bởi nó được dùng để tính toán các kết quả của nhiều thử nghiệm trước khi sinh (ví dụ, trong triple test). Một quyết định có thể được đưa ra để tiến hành kích thích sinh đẻ nếu bào thai đã quá tuổi. Hơn nữa, nếu LMP và dự đoán siêu âm ngày sinh khác biệt với ngày dự đoán, nếu ngày dự đoán muộn hơn, điều này làm giảm đáng kể nguy cơ chết và vì thế đòi hỏi phải xem xét kỹ lưỡng.
Tuổi khả năng sống sót đã không ngừng giảm khi y khoa tiếp tục phát triển. Trong khi thời hạn thông thường là 28 tuần, hiện nó đã có thể sớm hơn ở mức 23 tuần [22 tuần ở một số quốc gia]. Không may thay đã có sự gia tăng mạnh tình trạng ốm yếu và tử vong đi liền với số tăng sống sót tới mức nó đã dẫn tới một số câu hỏi về đạo lý và đạo đức khi cố gắng cứu chữa những ca ở bờ vực của sự sống.

### Sinh đẻ
Sinh đẻ là quá trình theo đó một trẻ sơ sinh được sinh ra. Nó được nhiều người coi là sự khởi đầu của một cuộc sống con người, và ở hầu hết các nền văn hoá, tuổi của một người được xác định theo sự kiện này.
Một phụ nữ được coi là đau đẻ khi cô ta bắt đầu cảm thấy những co bóp tử cung đều đặn, đi kèm với những thay đổi ở cổ tử cung - chủ yếu là giãn. Tuy việc sinh đẻ thường bị coi là gây nhiều đau đớn, một số phụ nữ đã kể lại về việc sinh đẻ không đau, trong khi những người khác thấy rằng việc tập trung vào ca đẻ giúp việc sinh đẻ nhanh hơn và giảm cảm giác. Đa số các ca sinh có thể diễn ra qua đường âm đạo, nhưng thỉnh thoảng với những ca phức tạp một phụ nữ có thể phải trải qua mổ lấy thai.
Ngay sau khi sinh, cả người mẹ và đứa trẻ có kết nối về mặt hóc môn, người mẹ thông qua việc tiết oxytocin, một hóc môn cũng được sản sinh ra khi cho bú.

## Chẩn đoán
Sự bắt đầu của thai nghén có thể được phát hiện theo một số cách khác nhau, hoặc bởi một phụ nữ có thai mà không cần thử nghiệm y tế, hoặc bởi cách sử dụng các thử nghiệm y tế có hay không có sự trợ giúp của nhân viên y tế chuyên nghiệp.
Đa số phụ nữ có thai đều có một số triệu chứng, có thể sử dụng để xác định tình trạng mang thai. Các triệu chứng có thể gồm buồn nôn và nôn mửa, mệt mỏi quá mức, thèm một số loại thực phẩm trước đó không ưa chuộng lắm và đi tiểu thường xuyên đặc biệt vào ban đêm.
Một số dấu hiệu y tế sớm đi liền với thai nghén. Những dấu hiệu này thường xuất hiện trong vài tuần đầu tiên sau thụ thai. Dù không phải mọi dấu hiệu này đều xuất hiện, cũng không phải toàn bộ chúng đều có thể được dùng để chẩn đoán, nhưng cùng với nhau chúng có thể tạo thành chẩn đoán mang thai. Các dấu hiệu này gồm sự xuất hiện của kích tố sinh dụng màng đệm con người (hCG) trong máu và nước tiểu, mất kinh, chảy máu dưới da xảy ra khi thai bám vào tử cung trong tuần thứ ba hay thứ tư sau chu kỳ kinh nguyệt cuối cùng, tăng nhiệt độ cơ bản cơ thể duy trì trong tuần sau khi rụng trứng, dấu hiệu Chadwick (đen cổ tử cung, âm đạo, và âm hộ), dấu hiệu Goodell (mềm phần âm hộ của âm đạo), dấu hiệu Hegar (mềm dạ con eo), và sự hình thành sắc tố linea alba - Linea nigra, (đen da ở giữa bụng, gây ra bởi siêu sắc tố vì những thay đổi hóc môn, thường xuất hiện khoảng giữa thời kỳ mang thai).
Việc phát hiện có thai có thể được thực hiện bằng một hay nhiều cách thử xác định các hóc môn mới được nhau sản sinh. Các thử nghiệm y tế về máu và nước tiểu có thể xác định có thai ngay sau khi phôi cấy dưới da, 6 đến 8 ngày sau khi thụ thai. Các thử nghiệm máu có độ chính xác cao hơn thử nghiệm nước tiểu. Các thử nghiệm có thai tại nhà là thử nghiệm nước tiểu cá nhân, thông thường chỉ có thể phát hiện thai ít nhất 12–15 ngày từ khi thụ thai. Cả các thử nghiệm tại nhà và tại cơ sở y tế chỉ có thể xác định tình trạng mang thai, và không thể xác định tuổi phôi thai.
Ở giai đoạn sau khi thai đã cấy dưới da, blastocyst sinh ra một hóc môn gọi là kích tố sinh dục màng đệm con người, hóc môn này lại kích thích corpus luteum trong buồng trứng phụ nữ để tiếp tục tạo ra progesterone (hóc môn giới tính duy trì thai). Việc này duy trì màng tử cung để phôi thai tiếp tục được nuôi dưỡng. Các tuyến trong màng tử cung sẽ căng lên khi có blastocyst, và các mao dẫn sẽ được kích thích phát triển trong vùng này. Điều này cho phép blastocyst nhận được chất dinh dưỡng cần thiết từ người phụ nữ.
Dù có tất cả các dấu hiệu đó, một số phụ nữ có thể không nhận ra mình đang mang thai cho tới khi đã có thai khá lâu, trong một số trường hợp thậm chí tới khi bắt đầu đau đẻ. Điều này có thể vì nhiều yếu tố, gồm cả chu kỳ kinh nguyệt không đều (thường thấy ở thiếu niên), một số loại dược phẩm (không liên quan tới thụ thai trẻ em), và phụ nữ béo phì những người không chú ý nhiều khi tăng cân. Những người khác có thể không muốn chấp nhận tình trạng của mình.
Một chẩn đoán siêu âm sớm có thể xác định tình trạng mang thai với độ chính xác cao. Trên thực tế các bác sĩ thường thể hiện tuổi thai (ví dụ "tuổi" của một phôi thai) theo "ngày kinh nguyệt" dựa trên ngày đầu tiên của kỳ kinh nguyệt cuối cùng, khi người phụ nữ thông báo ngày này. Trừ khi một phụ nữ có hoạt động tình dục giới hạn, hay cô ta đã lập biểu đồ chu kỳ kinh của mình, hay việc thụ thai là kết quả của một hay nhiều cách điều trị vô sinh (như IUI hay IVF) ngày chính xác của việc thụ thai thường không thể xác định. Các triệu chứng không xuất hiện như ốm vào buổi sáng, thường là dấu hiệu rõ ràng duy nhất của một lần có thai là một sự đứt đoạn của chu kỳ kinh nguyệt hàng tháng của cô ta, (ví dụ một "chu kỳ muộn"). Vì thế, "ngày kinh nguyệt" đơn giản là một ước tính được dạy thông thường về tuổi của phôi thai, trung bình chậm hơn hai tuần sau ngày đầu tiên của chu kỳ kinh nguyệt cuối cùng. Thuật ngữ "ngày thụ thai" có thể thỉnh thoảng được sử dụng khi ngày này là chắc chắn, mặc dù cả các bác sĩ chuyên môn có thể không chắc chắn về việc sử dụng hai thuật ngữ khác biệt đó. Ngày dự đoán có thể được tính theo quy tắc Naegele. Ngày sinh dự tính cũng có thể được tính bằng cách đo phôi thai bằng siêu âm. Biện pháp này hơi chính xác hơn các biện pháp dựa trên LMP. Sự bắt đầu đau đẻ, được gọi theo nhiều cách như sinh đẻ hay lâm bồn, diễn ra vào ngày tiên đoán theo LMP là 3.6% và theo siêu âm là 4.3%.
Các tiêu chí chẩn đoán là: Phụ nữ có chu kỳ kinh nguyệt và chủ động về tình dục, có thể thêm vào thời kỳ mang thai một giai đoạn chậm vài ngày hay vài tuần, B-hcG cao ở khoảng 100,000 mIU/mL ở 10 tuần mang thai.

## Sinh lý học
Thuật ngữ ba tháng đầu dẫn tới đây. Về thuật ngữ ba tháng đầu được sử dụng trong môi trường hàn lâm, xem Thuật ngữ hàn lâm
Thai nghén thường được chia làm ba giai đoạn, hay thời kỳ ba tháng. Tuy không có các quy định chặt chẽ, sự phân chia này hữu ích trong việc miêu tả những thay đổi diễn ra theo thời gian.

### Ba tháng đầu

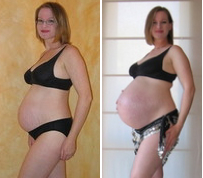
So sánh sự phát triển của bụng giữa thai kỳ 26 và 40 tuần tuổi.

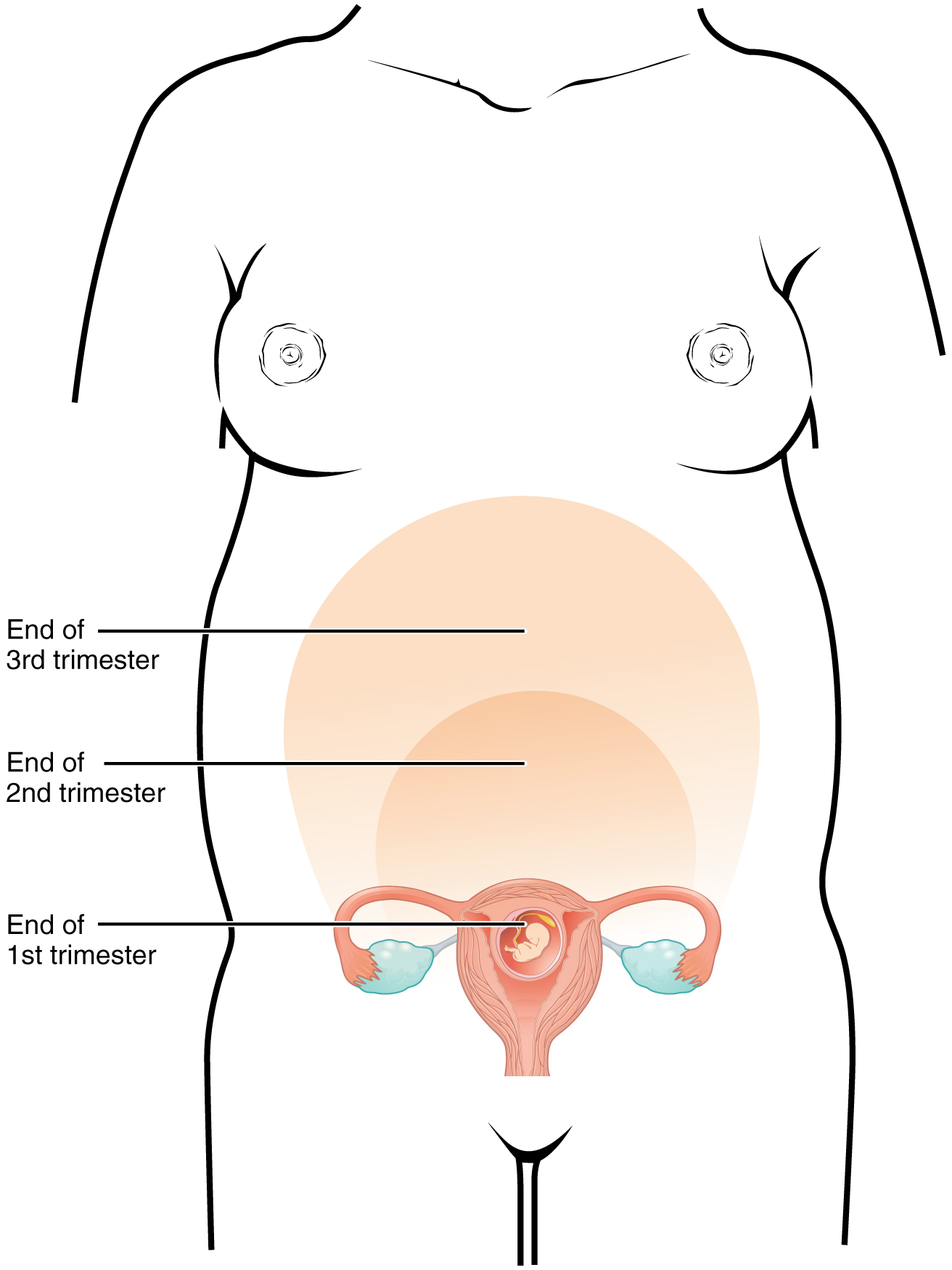
Tử cung thay đổi kích thước trong suốt thời gian mang thai.

Theo truyền thống, các bác sĩ tiến hành đo đạc thai nghén theo một số thời điểm thích hợp, gồm ngày chu kỳ kinh nguyệt cuối cùng, các rụng trứng, thụ thai, thai cấy dưới da và thử nghiệm hoá học. Trong y khoa, thai nghén thường được coi là bắt đầu khi phôi thai đang phát triển được cấy vào trong màng dạ con trong tử cung người phụ nữ. Trong một số trường hợp phức tạp, trứng đã thụ tinh có thể tự cấy vào bên trong ống dẫn trứng hay cổ tử cung, gây ra thai lệch vị trí. Đa số phụ nữ có thai không có bất kỳ dấu hiệu đặc trưng hay triệu chứng nào khi thai cấy, dù không phải không có chảy máu một chút khi xảy ra điều này. Một số phụ nữ cũng bị chuột rút trong ba tháng đầu tiên. Điều này không đáng lo ngại trừ khi cùng lúc xuất hiện đốm hay chảy máu. Sau khi cấy màng trong dạ con cổ tử cung được gọi là màng rụng. Nhau được hình thành một phần từ màng rụng và một phần từ các màng phía ngoài của phôi thai chịu trách nhiệm vận chuyển chất dinh dưỡng tới, và loại bỏ các chất rác khỏi bào thai. Dây rốn là đường dây kết nối từ phôi thai hay bào thai tới nhau. Phôi thai đang phát triển lớn lên và thay đổi nhanh chóng trong quá trình phát triển thai.
Ốm buổi sáng có thể xảy ra ở khoảng bảy mươi phần trăm phụ nữ có thai và giảm bớt nhiều sau ba tháng đầu.
Trong 12 tuần đầu tiên bầu và núm vú bị đen vì sự thay đổi hóc môn tạm thời. Đa số trường hợp sẩy thai diễn ra trong giai đoạn này.

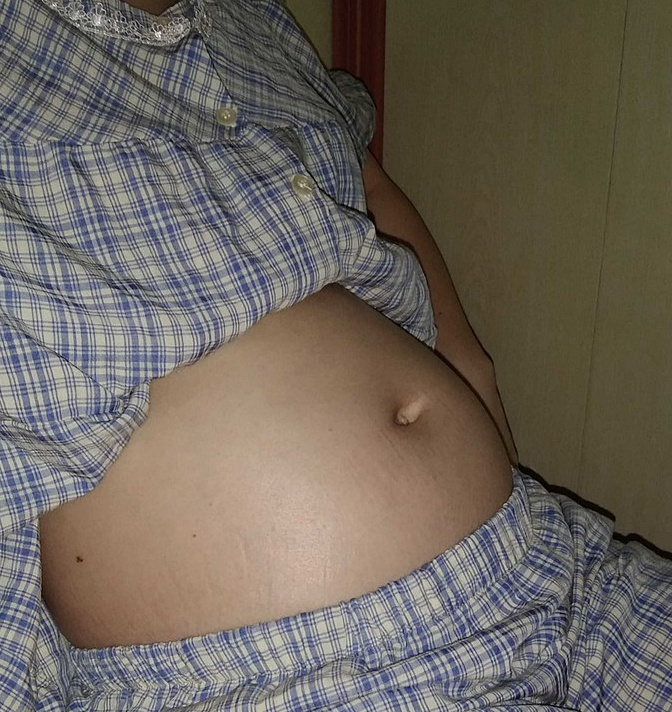
Mang bầu trong những tháng giữa thai kỳ.

### Ba tháng giữa
Các tháng từ thứ 4 tới thứ 6 thai kỳ được gọi là ba tháng giữa. Đa số phụ nữ ở giai đoạn này đã cảm thấy mạnh mẽ hơn, và bắt đầu tăng cân khi các triệu chứng mỏi mệt buổi sáng giảm bớt và cuối cùng biến mất.
Ở tuần thứ 20, tử cung, cơ bắp giữ bào thai đang phát triển, có thể lớn gấp hai mươi lần kích cỡ bình thường.
Dù bào thai bắt đầu cử động và có hình dáng của con người trong ba tháng đầu tiên, nhưng phải tới ba tháng giữa thì cử động của bào thai mới "nhanh hơn" để có thể cảm nhận được. Điều này thường xảy ra trong tháng thứ 4, chính xác hơn là trong tuần 20 tới tuần 21, hay ở tuần 19 nếu người phụ nữ đã có thai trước đó. Tuy nhiên, việc nhiều phụ nữ không hề cảm thấy cử động của thai cho tới thời gian lâu hơn cũng là bình thường. Nhau khi đó đã hoạt động đầy đủ và bào thai đang tạo ra insulin và đi tiểu. Các cơ quan sinh dục giúp phân biệt bào thai là nam hay nữ.

### Ba tháng cuối

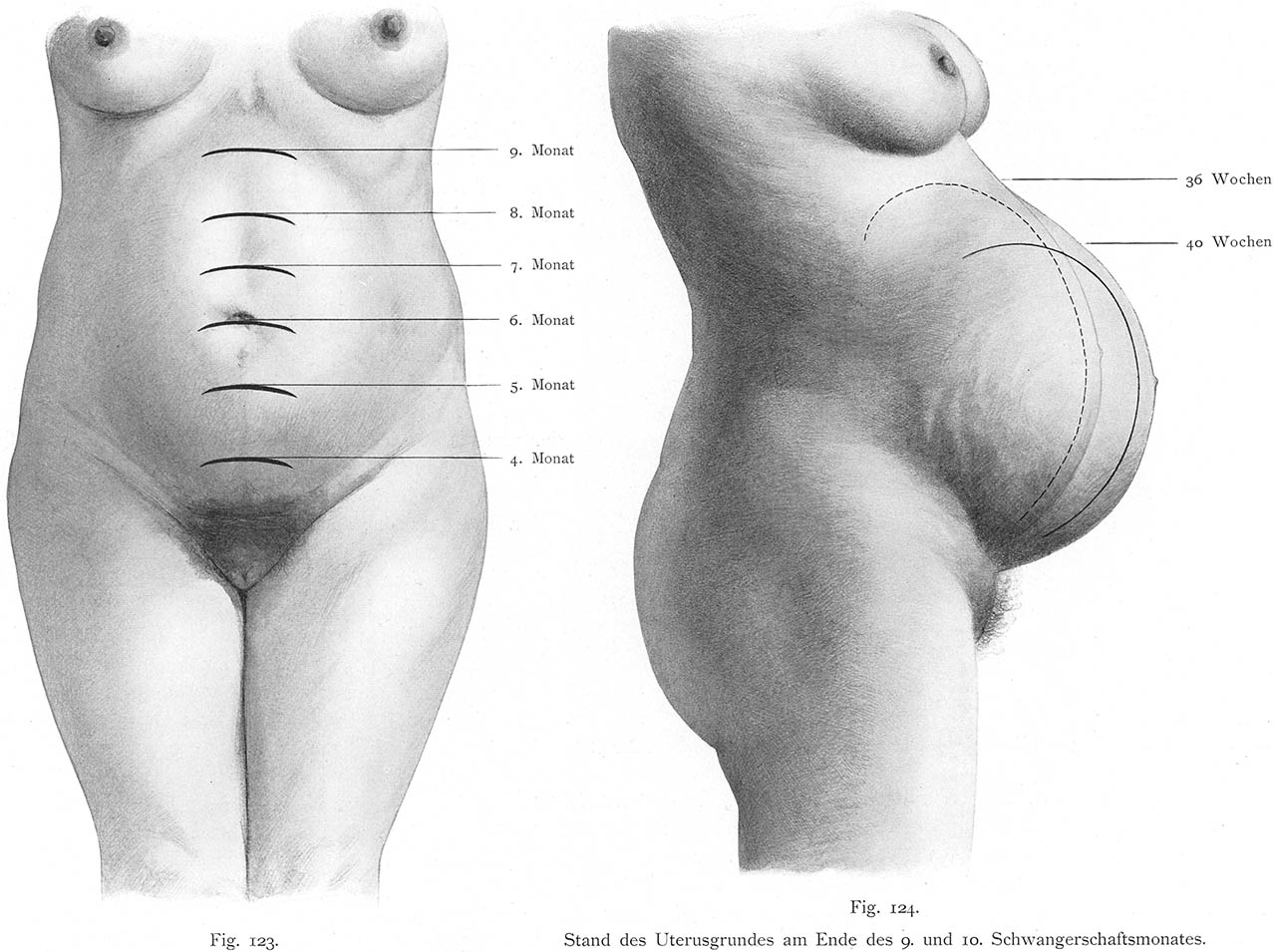
Tử cung mở rộng chiếm một phần càng ngày càng lớn hơn của bụng sản phụ. Bên trái với các tháng được dán nhãn, bên phải là ảnh trong 4 tuần cuối cùng. Trong giai đoạn cuối của thai kỳ trước khi sinh, thai nhi và tử cung sẽ dời xuống vị trí thấp hơn.

Quá trình tăng cân cuối cùng diễn ra, và là giai đoạn tăng cân nhiều nhất trong suốt thai kỳ. Bào thai lớn lên nhanh nhất trong giai đoạn này, tăng tới 28g mỗi ngày. Bụng người phụ nữ sẽ thay đổi hình dạng khi bụng xệ xuống vì phôi thai quay đầu xuống chuẩn bị ra đời. Trong ba tháng giữa, bụng người phụ nữ rất thẳng, trong khi ở ba tháng cuối nó xệ xuống khá thấp, và người phụ nữ có thể nâng và hạ bụng. Bào thai bắt đầu cử động thường xuyên, và người phụ nữ có thể cảm nhận điều này. Cử động của thai nhi có thể khá mạnh và gây khó chịu cho người phụ nữ. Rốn của người phụ nữ có thể lồi lên, lồi ra, vì bụng to lên. Giai đoạn thai kỳ này có thể gây khó chịu, gây ra các triệu chứng như khó kiểm soát bọng đái và đau lưng. Cử động của thai nhi trở nên mạnh hơn và thường xuyên hơn và vì não đã phát triển hoạt động của mắt và cơ thai nhi đã sẵn sàng cho sự ra đời. Phụ nữ có thể cảm thấy thai "quay" và nó có thể gây ra đau hay khó chịu khi thai ở gần xương sườn hay xương sống người phụ nữ.
Ở thời gian này một thai nhi sinh sớm có thể sống sót. Việc sử dụng kỹ thuật chăm sóc y tế đặc biệt làm gia tăng đáng kể khả năng sống sót của thai nhi sinh sớm, và đẩy lùi biên vùng có thể sống sót tới sớm hơn so với trường hợp không có hỗ trợ. Dù có những phát triển đó, sinh sớm vẫn là một mối đe doạ lớn với thai nhi, và có thể gây ra tình trạng ốm yếu sau này, thậm chí khi đứa trẻ sống sót.

### Phát triển thai nhi và các hình ảnh siêu âm
Quá trình phát triển trước khi sinh được chia làm hai giai đoạn sinh học chính. Giai đoạn đầu là giai đoạn phôi thai, kéo dài khoảng hai tháng. Tiếp đó là giai đoạn bào thai. Ở đầu giai đoạn bào thai, nguy cơ sẩy thai tăng mạnh, tất cả các cơ quan chính gồm tay, chân, đầu, óc, và các cơ quan khác đã hình thành, và chúng tiếp tục phát triển lớn lên. Khi giai đoạn bào thai bắt đầu, một bào thai thường dài khoảng 30 mm (1.2 inches), và có thể thấy tim thai đập qua siêu âm; bào thai cúi đầu, và thực hiện một số cử động và giật mình tác động tới toàn thân. Một số sự thành tạo vân tay xảy ra ở đầu giai đoạn bào thai.
Hoạt động điện não lần đầu tiên có thể được phát hiện giữa tuần thứ 5 và thứ sáu của thai kỳ, dù nó vẫn bị coi là hoạt động thần kinh nguyên thủy hơn là sự khởi đầu của một ý thức, điều sẽ phát triển sau này trong chu kỳ phát triển thai. Các khớp thần kinh bắt đầu hình thành ở 17 tuần, và ở khoảng tuần thứ 28 bắt đầu nhân lên với tốc độ cao và kéo dài tiếp tới 3-4 tháng sau khi sinh. Không phải đủ 23 tuần tuổi bào thai mới có thể sống sót bên ngoài dạ con, dù với sự hỗ trợ y tế mạnh. Cũng không phải tới khi ấy bào thai mới sở hữu một bộ não thực sự.

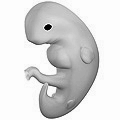
Phôi thai 4 tuần sau khi thụ tinh
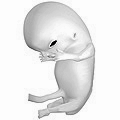
Bào thai 8 tuần sau khi thụ tinh
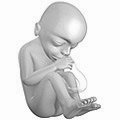
Bào thai 18 tuần sau thụ tinh
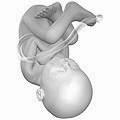
Bào thai 38 sau khi thụ tinh
Kích thước thai ở tháng thứ 1 (biểu thị đơn giản)
Kích thước thai ở tháng thứ 3 (biểu thị đơn giản)
Kích thước thai ở tháng thứ 5 (biểu thị đơn giản)
Kích thước thai ở tháng thứ 9 (biểu thị đơn giản)

Một cách quan sát sự phát triển thai nhi trước khi sinh là thông qua các hình ảnh siêu âm. Các hình ảnh siêu âm 3D hiện đại cung cấp nhiều thông tin hơn cho việc chẩn đoán tiền sinh so với kỹ thuật 2D cũ. Tuy 3D là kỹ thuật phổ thông với những bậc cha mẹ muốn có một bức ảnh tiền sinh để lưu trữ, cả kỹ thuật 2D và 3D đều bị FDA khuyến nghị hạn chế dùng ngoài mục đích y tế, nhưng không có những nghiên cứu xác định cho thấy siêu âm liên quan tới bất kỳ hiệu ứng y tế bất lợi nào. Các hình ảnh siêu âm 3D dưới đây được chụp ở những giai đoạn thai kỳ khác nhau:

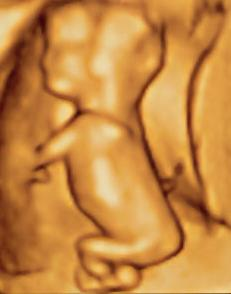
Bào thai 3-inch (khoảng 14 tuần tuổi thai)
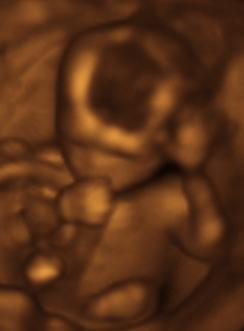
Bào thai 17 tuần
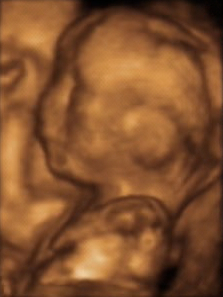
Bào thai 20 tuần

## Những thay đổi sinh lý khi mang thai

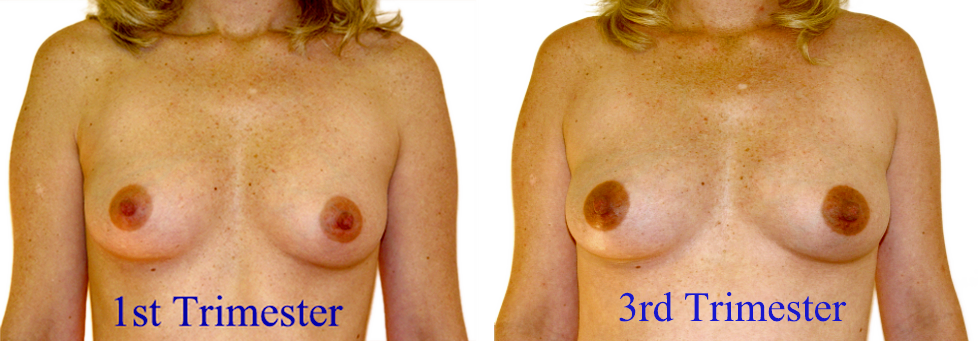
Thay đổi của vú nhìn thấy được trong thời kỳ mang thai. Các quầng vú lớn hơn và sẫm màu hơn.

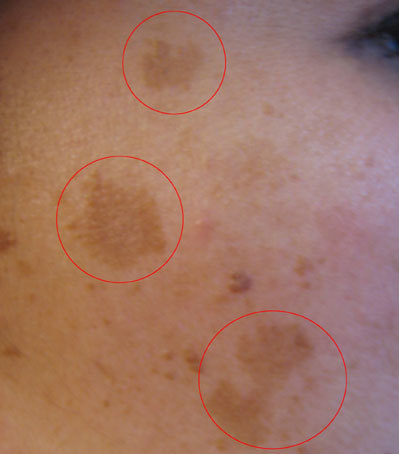
Những thay đổi về sắc tố da mặt khi mang thai

Khi mang thai, người phụ nữ trải qua nhiều thay đổi sinh lý, chúng hoàn toàn bình thường, gồm tim mạch, huyết học, trao đổi chất, thận và hô hấp và chúng trở nên rất quan trọng trong những trường hợp biến chứng. Cơ thể phải thay đổi các bộ máy sinh lý và cân bằng nội môi trong thai kỳ để đảm bảo phôi được cung cấp đủ các nhu cầu. Những sự gia tăng về đường máu, lượng hơi thở và hô hấp là hoàn toàn cần thiết. Những mức độ progesterone và oestrogens gia tăng trong suốt thai kỳ, chế áp trục dưới đồi và sau đó là chu kỳ kinh nguyệt.
Nhiều phụ nữ và các nhân viên y tế  nghĩ sai lầm rằng việc cho con bú khiến ngực của phụ nữ bị chảy (trong y khoa gọi là chứng sa), và vì thế một số người lưỡng lự trong việc cho con bú. Tháng 2 năm 2009, Cheryl Cole đã nói với tạp chí Vogue rằng cô ta lưỡng lự trong việc cho con bú bởi tác động nó có thể gây ra với bộ ngực của mình. "Tôi muốn cho con bú," cô nói, "nhưng tôi đã chứng kiến điều nó có thể gây ra, vì thế tôi phải xem xét lại." Những nghiên cứu cho thấy việc nuôi con bằng sữa mẹ không phải là một yếu tố như mọi người vẫn nghĩ trước đây. Những nguy cơ chủ yếu dẫn tới việc chảy ngực là hút thuốc lá, chỉ số khối lượng cơ thể (BMI) của người phụ nữ, số lần mang thai, kích thước ngực trước khi mang thai và độ tuổi.

## Quản lý
Chăm sóc y tế trước sinh và chăm sóc khi nuôi dưỡng cần thiết được thực hiện với những phụ nữ trước và trong thai kỳ. Mục đích của việc chăm sóc trước sinh là xác định sớm bất kỳ vấn đề tiềm tàng nào, và ngăn chặn chúng nếu có thể (thông qua việc hấp thụ dinh dưỡng hợp lý, uống vitamin vân vân), và quản lý các vấn đề, có thể hướng dẫn phụ nữ tới những chuyên gia, bệnh viện thích hợp vân vân, nếu cần thiết.

### Dinh dưỡng
Một chế độ ăn cân bằng, giàu chất dinh dưỡng là yếu tố quan trọng của một chu kỳ mang thai khỏe mạnh. Việc ăn theo chế độ mạnh khỏe, cân bằng về carbohydrates, chất béo, và proteins, và ăn nhiều loại hoa quả và rau, thường đảm bảo dinh dưỡng tốt. Những người có chế độ ăn bị ảnh hưởng bởi các vấn đề sức khỏe, tôn giáo, hay những đức tin sắc tộc có thể lựa chọn tư vấn một chuyên gia về sức khỏe để có lời khuyên riêng biệt.
Một chế độ ăn có đủ lượng axít folic (cũng được gọi là folate hay Vitamin B9) gần thời điểm thụ thai đã cho thấy tác dụng làm giảm nguy cơ khiếm khuyết ống thần kinh phôi thai như spina bifida, một khiếm khuyết sinh đẻ nghiêm trọng. Ống thần kinh phát triển trong 28 ngày đầu thai kỳ, giải thích sự cần thiết đảm bảo lượng folate hấp thụ đủ trong giai đoạn đầu thai kỳ. Folate (xuất xứ từ folia, lá) có nhiều trong rau bina (tươi, đông lạnh, hay đóng hộp), và có trong rau xanh ví dụ như xà lách, của cải đường, bông cải xanh, măng tây, các loại quả giống cam quýt và dưa, đậu xanh (ví dụ dưới hình thức món khai vị hay falafel), và trứng. Tại Hoa Kỳ và Canada, hầu hết các sản phẩm lúa mì (bột mì, mì) giàu các axít folic.
DHA omega-3 là một a xít béo cấu trúc chính trong não và võng mạc, và thường có trong sữa vắt. Một yếu tố quan trọng là người phụ nữ phải hấp thụ những lượng đủ DHA trong thai kỳ và khi nuôi con giúp họ có sức khỏe tốt và cả sức khỏe cho đứa trẻ. Phôi thai đang lớn không thể tạo DHA một cách hiệu quả, và phải nhận chất dinh dưỡng thiết yếu này từ người phụ nữ qua nhau thai và trong sữa mẹ sau khi sinh.
Nhiều vi chất dinh dưỡng khác cũng quan trọng cho sức khỏe và sự phát triển của phôi thai, đặc biệt tại các vùng thiếu đói trên thế giới. Tại những khu vực phát triển, như Tây Âu và Hoa Kỳ, một số chất dinh dưỡng như Vitamin D và calcium, cần thiết cho sự phát triển xương có thể cần được bổ sung. Một cuộc nghiên cứu năm 2011 nghiên cứu máu dây rốn của những trẻ sơ sinh khỏe mạnh và phagts hiện những mức độ vitamin D thấp gắn liền với sự gia tăng nguy cơ nhiễm trùng đường hô hấp thấp trong năm đầu đời.
Những vi khuẩn hay động vật ký sinh nguy hiểm có thể làm ô nhiễm thực vật, gồm Listeria và Toxoplasma gondii. Việc rửa kỹ hoa quả và rau có thể loại bỏ những nguồn bệnh này, việc nấu chín kỹ thức ăn dùng lại, thịt, hay thịt đã qua chế biến cũng có tác dụng tốt. Phó mát mềm có thể chứa Listeria; nếu làm từ sữa tươi, nguy cơ có thể tăng thêm. Phân mèo cũng gây ra một nguy cơ đặc biệt về toxoplasmosis. Phụ nữ có thai dễ bị nhiễm trùng Salmonella từ trứng và gà, vì thế các sản phẩm này phải được nấu kỹ. Thực hiện vệ sinh trong bếp có thể làm giảm những nguy cơ này.

### Tăng cân
Việc hấp thụ calo phải gia tăng để đảm bảo sự phát triển đầy đủ của phôi thai. Trọng lượng cơ thể tăng lên trong một lần mang thai khác biệt tùy theo từng người phụ nữ. Viện Y tế khuyến khích lượng tăng tổng trọng lượng cơ thể cho phụ nữ bắt đầu mang thai ở trọng lượng thông thường, với chỉ số khối lượng cơ thể 18.5–24.9, là 25–35 pounds (11.4–15.9 kg). Những người phụ nữ thiếu cân, với BMI chưa tới 18.5, có thể cần tăng trong khoảng 28–40 lbs. Những phụ nữ quá cân được tư vấn tăng thêm trong khoảng 15–25 lbs, trong khi một phụ nữ béo phì có thể tăng trong khoảng 11–20 lbs. Các bác sĩ và chuyên gia tư vấn về dinh dưỡng có thể đưa ra những lời khuyên khác, tùy theo cá nhân hơn, cho những bệnh nhân riêng biệt, dựa trên các yếu tố gồm tuổi mang thai thấp, tình trạng dinh dưỡng, sự phát triển của phôi thai, và tình trạng béo phì.
Trong khi mang thai, việc tăng cân không đủ hay quá cân có thể gây hại tới sức khỏe của bà mẹ và phôi thai. Tất cả phụ nữ được khuyến khích lựa chọn một chế độ ăn mạnh khỏe mà không cần quan tâm tới trọng lượng trước khi mang thai. Việc tập luyện trong khi mang thai, như đi bộ và bơi, được khuyến khích với những phụ nữ mang thai khỏe mạnh. Việc tập luyện mang lại nhiều lợi ích cho sức khỏe cho cả bà mẹ và phôi thai, gồm cả tác dụng ngăn chặn quá cân.

### Miễn nhiễm dung nạp
Phôi bên trong một phụ nữ mang thai có thể được coi như một trường hợp ghép mô bất thường, bởi về nó khác biệt về gene với người phụ nữ. Theo cách tương tự, nhiều trường hợp sẩy thai tự phát có thể được miêu tả cùng cách như sự từ chối cấy ghép.

### Sử dụng thuốc
Thuốc được sử dụng trong quá trình thai kỳ có thể có những tác dụng tạm thời hay lâu dài trên phôi thai. Vì thế, nhiều y sĩ không muốn kê đơn thuốc cho những phụ nữ mang thai, lo ngại chủ yếu là về những tác dụng có thể gây quái thai của thuốc.
Thuốc đã được xếp vào các hạng A, B, C, D và X theo hệ thống xếp hạng của Cơ quan Quản lý Thuốc và Thực phẩm (FDA) cung cấp hướng dẫn về cách chữa bệnh dựa trên những lợi ích tiềm năng và những nguy cơ cho thai nhi. Thuốc, gồm cả một số loại đa vitamin, đã được chứng minh không gây nguy cơ cho phôi thai sau những cuộc nghiên cứu có kiểm soát trên người được xếp hạng A. Mặt khác, những loại thuốc như thalidomide với nguy cơ gây hại cho phôi thai đã được chứng minh vượt quá mọi lợi ích nó mang lại được xếp hạng X.

### Nguy cơ nhiễm độc
Nhiều loại chất độc là một nguy cơ lớn với các phôi thai trong quá trình phát triển. Một cuộc nghiên cứu năm 2011 cho thấy rõ ràng trong cơ thể mọi phụ nữ Hoa Kỳ đều có nhiều loại hóa chất, gồm cả một số loại đã bị cấm từ thập niên 1970. Những nhà nghiên cứu đã phát hiện ra polychlorinated biphenyls, thuốc trừ sâu organochlorine, các hợp chất perfluorinated, phenols, polybrominated diphenyl ethers, phthalates, polycyclic aromatic hydrocarbons, perchlorat PBDEs, các hợp chất được sử dụng làm chất chống cháy, và dichlorodiphenyltrichloroethane (DDT), một loại thuốc trừ sâu đã bị cấm ở Hoa Kỳ năm 1972, trong cơ thể 99 trên 100 phụ nữ mang thai mà họ kiểm tra. Bisphenol A (BPA) được tìm thấy trong 96 phụ nữ được nghiên cứu. Nhiều hóa chất có mức độ tập trung từng được chứng minh là liên quan tới những tác dụng có hại ở trẻ em từ những cuộc nghiên cứu khác và mọi người cho rằng nguy cơ nhiễm độc từ nhiều loại hóa chất có thể có tác động lớn hơn là việc chỉ phải đương đầu với nguy cơ bị nhiễm một loại dẫn xuất.
- Việc uống rượu trong quá trình mang thai có thể gây ra hội chứng ngộ độc rượu ở thai nhi, một hội chứng khiếm khuyết khi sinh vĩnh viễn và thường có hậu quả xấu. Một số cuộc nghiên cứu đã cho thấy việc uống ở mức độ ít hay trung bình trong thai kỳ có thể không gây ra tác hại với phôi thai, dù không lượng cồn nào được hấp thụ trong quá trình mang thai có thể đảm bảo sự an toàn tuyệt đối.[60][61][62]
- Nhiều cuộc nghiên cứu cho thấy trẻ em bị nguy cơ nhiễm độc khói thuốc trước khi sinh có thể gặp nhiều vấn đề khó khăn về cách cư xử, thần kinh và cơ thể.[63]
- Thủy ngân cơ bản và thủy ngân methyla là hai dạng thủy ngân có thể gây những nguy cơ trong quá trình mang thai. Thủy ngân methyla, một chất gây ô nhiễm trong cá nước mặn và cá nước ngọt trên toàn thế giới, được biết gây ra những tác động có hại với hệ thần kinh, đặc biệt trong quá trình phát triển não.[64] Ăn cá là nguồn chính gây nhiễm độc thủy ngân ở người và trong một số loài cá có thể chứa lượng thủy ngân đủ để gây ra tổn hại tới sự phát triển hệ thần kinh của phôi thai hay bào thai, thỉnh thoảng dẫn tới những khó khăn trong quá trình học tập. Thủy ngân có trong nhiều loại cá, nhưng chủ yếu trong một số loại cá lớn. Cơ quan Quản lý Thuốc và Thực phẩm và Cơ quan Bảo vệ Môi trường đề nghị các bà mẹ mang thai không ăn cá kiếm, cá mập, cá thu vua và cá lát và hạn chế tiêu thụ cá ngừ California ở mức 6 ounce hay ít hơn một tuần.[65]
- Các báo cáo từ cuộc nghiên cứu của Trung tâm Sức khỏe Môi trường Trẻ em cho thấy nguy cơ nhiễm độc từ ô nhiễm không khí trong quá trình mang thai liên quan tới những hậu quả xấu khi sinh gồm cả trọng lượng sinh thấp, đẻ non và những bệnh về tim. Máu dây rốn của những đứa trẻ bị nhiễm độc cho thấy những DNA bị hư hại có liên quan tới bệnh ung thư. Những cuộc nghiên cứu tiếp theo cho thấy một mức độ chậm phát triển cao ở độ tuổi lên 3, những chỉ số IQ thấp và gia tăng các vấn đề về cách cư xử ở độ tuổi lên 6 và lên 8.[66][67]
- Theo Trung tâm Kiểm soát Dịch bệnh Hoa Kỳ, sự phát triển hệ thần kinh của phôi thai đặc biệt dễ bị tác động bởi sự nhiễm độc chì. Chất độc với hệ thần kinh được quan sát thấy trong những trẻ em có người mẹ bị nhiễm độc như hậu quả của khả năng của chì vượt qua hàng rào nhau thai và gây ra sự khiếm khuyết thần kinh ở phôi thai. Một lo ngại đặc biệt với phụ nữ mang thai là một số sự tích tụ chì trong xương sẽ được phát tán vào máu trong quá trình thai kỳ. Nhiều cuộc nghiên cứu đã chỉ ra bằng chứng rằng thậm chí mức độ ngộ độc chì thấp ở người mẹ cũng dẫn tới những giảm sút về khả năng trí tuệ và vận động ở trẻ em1.[68]
- Một cuộc nghiên cứu năm 2006 cho thấy trẻ em bị nhiễm độc thuốc trừ sâu chlorpyrifos trước khi sinh có sự phát triển tâm thần và vận động kém ở tuổi lên 3 và gia tăng nguy cơ với các vấn đề về cách cư xử.[69] Một cuộc nghiên cứu năm 2007 sử dụng mô hình trên chuột cho thấy sự nhiễm độc polycyclic aromatic hydrocarbons trước khi sinh và khi bú sữa làm giảm số lượng trứng trong buồng trứng con cái con tới hai phần ba.[70] Một cuộc nghiên cứu năm 2009 về phụ nữ mang thai bị nhiễm độc tetrachloroethylene trong nước uống cho thấy một sự gia tăng nguy cơ hở hàm ếch và khiếm khuyết ống thần kinh ở trẻ sơ sinh.[71] Một cuộc nghiên cứu năm 2009 phát hiện sự nhiễm độc phthalates, hợp chất hóa học sử dụng như chất tạo dẻo trong nhiều sản phẩm chăm sóc sức khỏe cá nhân, đồ chơi trẻ em, và các thiết bị y tế, có thể là một môi trường gây nguy cơ thiếu cân ở trẻ em."[72] Một cuộc nghiên cứu năm 2010 phát hiện sự nhiễm độc trước sinh với các hợp chất chống cháy được gọi là polybrominated diphenyl ethers liên quan tới những tác động xấu tới sự phát triển thần kinh ở trẻ sơ sinh.[73]

### Hoạt động tình dục khi mang thai
Hầu hết phụ nữ có thể tiếp tục hoạt động tình dục trong suốt thai kỳ. Đa số các cuộc nghiên cứu cho thấy trong thai kỳ cả ham muốn và tần suất quan hệ tình dục đều giảm. Trong sự giảm sút ham muốn tổng thể này, một số cuộc nghiên cứu chỉ ra một sự gia tăng ham muốn ở ba tháng thứ hai trước khi có sự giảm sút ham muốn ở ba tháng cuối.
Một số cá nhân có sự hấp dẫn tình dục với phụ nữ mang thai (pregnancy fetishism, cũng được gọi là maiesiophilia).
Quan hệ tình dục trong khi mang thai là một hành động có nguy cơ thấp ngoại trừ khi các bác sĩ tư vấn cần tránh quan hệ tình dục vì những lý do y tế cụ thể. Mặt khác, với một phụ nữ mang thai khỏe mạnh, không ốm yếu, không có cách an toàn hay đúng để quan hệ tình dục trong thai kỳ: chỉ cần sử dụng những quy tắc chung là cả hai người không gây áp lực lớn lên tử cung, hay một bên đè cả sức nặng lên bụng đang mang thai.

### Tập luyện
Ủy ban Tập luyện Sản khoa Canada khuyến cáo rằng "Mọi phụ nữ không bị chỉ định cấm đều được khuyến khích tham gia tập luyện aerobic và những bài tập như một cách sống lành mạnh trong thai kỳ". Dù không có một mức trên nào về cường độ tập luyện được quy định, những phụ nữ vẫn thường tập luyện trước khi mang thai và những người có thai kỳ khỏe mạnh và không biến chứng có thể tham gia vào các bài tập luyện cường độ khá mạnh như chạy bộ và aerobic trong dưới 45 phút, và không gây hậu quả có hại nếu họ quan tâm tới khả năng rằng mình có thể cần gia tăng hấp thu năng lượng và quan tâm tới việc không để thân thể nóng quá mức. Nếu không có những phàn nàn về y tế hay sản khoa, những phụ nữ mang thai này được khuyến khích thực hiện tổng cộng 30 phút tập luyện mỗi ngày và hầu hết nếu không phải là mọi ngày trong tuần. Nói chung, việc tham gia vào nhiều hoạt động giải trí là an toàn, với việc tránh những hành động có nguy cơ ngã cao như cưỡi ngựa hay trượt băng hay với những môn thể hao có nguy cơ gây chấn thương bụng như bóng đá hay hockey
.
Đại học Sản khoa và Bác sĩ phụ khoa Mỹ báo cáo rằng trong quá khứ, những lo ngại chính của việc tập luyện trong khi mang thai tập trung vào phôi thai và những lợi ích mang lại cho bà mẹ bị cho là không tương thích với nguy cơ tiềm tàng gây ra cho phôi thai. Tuy nhiên, họ viết rằng những thông tin gần đây cho thấy với những thai kỳ khỏa mạnh, các chấn thương với phôi thai hầu như không thể diễn ra. Tuy nhiên, họ có liệt kê một loạt những hoàn cảnh khi một phụ nữ phải liên hệ với trung tâm y tế trước khi tiếp tục một chương trình tập luyện. Những sự cấm chỉ định gồm: 
Chảy máu âm hộ, khó thở trước khi vận động mạnh, hoa mắt, đau đầu, đau ngực, mỏi cơ, những cơn đau đẻ trước kỳ hạn, giảm vận động phôi thai, ra chất dịch màng ối, và đau bắp chân hay sưng (để loại trừ viêm tĩnh mạch huyết khối).

Tờ báo Nurse Practitioners (2007) báo cáo rằng nhiều phụ nữ mang thai không tập luyện và họ khuyến khích rằng cần tư vấn việc tập luyện mức trung bình cho phụ nữ mang thai như một phần của sự chăm sóc trước sinh. Họ tư vấn rằng việc tập luyện mang lại những lợi ích cho cả bà mẹ và phôi thai.
Một Cochrane review năm 2006 về những nghiên cứu vấn đề tập luyện trước khi sinh đánh giá những tác động của việc tập luyện aerobic thường xuyên (ít nhất hai hay ba lần một tuần) với việc giữ gìn thân thể, quá trình co dạ con và đẻ, và tác động với quá trình mang thai ở phụ nữ khỏe mạnh. Họ kết luận rằng những bài tập aerobic thường xuyên trong khi mang thai dường như cải thiện (hay duy trì) trình trạng thân thể, tuy nhiên các tác giả lưu ý rằng những thử nghiệm là nhỏ và không có chất lượng phương pháp cao và dữ liệu là không đủ để suy luận những nguy cơ hay lợi ích quan trọng với bà mẹ hay phôi thai. Các tác giả cho rằng cần tiến hành những cuộc thử nghiệm lớn và sâu hơn trước khi có thể đưa ra những khuyến cáo rõ ràng về những lợi ích và nguy cơ của việc tập aerobic khi mang thai.

## Biến chứng và phàn nàn
Theo WHO, mỗi năm các triệu chứng bệnh do mang thai được ghi nhận trên 20 triệu phụ nữ trên toàn thế giới. Thêm vào đó, "cuộc sống của hàng triệu phụ nữ bị đe dọa, và hơn 500.000 phụ nữ được dự đoán là chết trong năm 1995 do các biến chứng khi mang thai và khi sinh đẻ".
Các triệu chứng sau có thể xảy ra trong thời kỳ mang thai:
- Đau lưng. đâu là chứng đau thường xuyên nhất trong 3 tháng cuối trước khi sinh do trọng tâm cơ thể đã chuyển đổi.
- Hội chứng ống cổ tay chiếm khoảng 21% đến 62% các trường hợp, có thể do phù nề.[84]
- Táo bón. Triệu chứng này do sự giảm chuyển động thức ăn trong ruột để tăng progesterone (mang thi bình thường), đều này làm cho lượng nước được hấp thụ nhiều hơn.
- Co thắt. Thỉnh thoảng và thường các cơn co thắt không đau xảy ra vài lần mỗi ngày.
- Phù. Đây là triệu chứng thường gặp, do sự nén ép của inferior vena cava (IVC) và tĩnh mạch khung chậu (mông) gần tử cung làm cho tăng áp lực thủy tĩnh ở các chi dưới.
- Mửa (ói), ợ chua, và buồn nôn. Đây là triệu chứng phổ biến.
- Bệnh trĩ. Triệu chứng này thường được ghi nhận ở một số trường hợp mang thai.
- Đau vùng chậu.
- Đau dây chằng. Cơn đau diễn ra khi các dây chằng ở vị trí dưới tử cung căng giãn và mở rộng để nâng đỡ tử cung đang lớn dần.
- Đi tiểu nhiều. Đây là trường hợp phổ biến do tăng thể tích trong mạch và sự đè nén bàng quang do tử cung lớn lên.
- Suy tĩnh mạch. Đây là triệu chứng phổ biến gây ra bởi sự giãn các tĩnh mạch cơ trơn và tăng áp lực nội mạch.

### Mang thai ngoài dạ con
Mang thai ngoài dạ con là một biến chứng thai kỳ trong đó phôi thai làm tổ bên ngoài khoang tử cung. Với một số ít ngoại trừ, những ca mang thai ngoài dạ con không thể tồn tại. Hầu hết các ca mang thai ngoài dạ con diễn ra trong ống dẫn trứng, nhưng việc làm tổ cũng có thể diễn ra trong cổ tử cung, buồng trứng, và bụng. Nguy cơ này cần được xem xét đến với bất kỳ phụ nữ nào có triệu chứng đau bụng hay chảy máu âm đạo từng được thử thai dương tính. Một siêu âm thể hiện một túi thai với tim thai ở một ví trí khác ngoài khoang tử cung là bằng chứng rõ ràng về một trường hợp mang thai ngoài dạ con. Mang thai trong ống dẫn trứng là nguyên nhân thường thấy nhất của việc tử vong bà mẹ trong ba tháng đầu thai kỳ.
Khoảng 1% các ca mang thai diễn ra tại một vị trí bên ngoài dạ con và phôi không cấy bên trong tử cung, và trong số đó 98% diễn ra trong ống dẫn trứng. Trong một ca mang thai ngoài dạ con điển hình, phôi thai cấy vào màng ống dẫn trứng và đào vào màng ống. Thường thì điều này làm cản trở các mạch máu gây ra chảy máu dẫn tới việc loại bỏ việc phôi cấy ra khỏi ống. Được miêu tả bằng thuật ngữ "xảy thai ống dẫn", khoảng một nửa số ca mang thai ngoài dạ con sẽ được giải quyết mà không cần điều trị. Việc sử dụng điều trị methotrexate cho ca mang thai ngoài dạ con đã làm giảm sự cần thiết phải phẫu thuật, nhưng việc can thiệp phẫu thuật vẫn cần thiết trong những trường hợp ống dẫn trứng đã đứt hay đang gặp nguy hiểm. Sự can thiệp phẫu thuật có thể là nội soi hay bằng vết mổ lớn hơn, được gọi là laparotomy.
Một phụ nữ từng mang thai ngoài dạ con dễ gặp lại tình huống này. Đa số phụ nữ từng mang thai ngoài dạ con từng mắc bệnh nhiễm trùng khung xương chậu hay viêm vòi trứng, một sự nhiễm trùng ống dẫn trứng. Một lịch sử từng mắc lậu hay chlamydia cũng có thể gây ra các vấn đề ở vòi trứng làm gia tăng nguy cơ Viêm màng trong dạ con, một điều kiện khiến mô thông thường đệm cho phôi thai phát triển bên ngoài dạ con có thể hơi làm tăng nguy cơ mang thai ngoài dạ con. Nguy cơ gia tăng khi phụ nữ có ống dẫn trứng hình dạng bất thường hay ống dẫn trứng bị tổn hại, có thể trong một lần phẫu thuật. Việc uống thuốc kích thích rụng trứng cũng làm tăng nguy cơ mang thai ngoài dạ con. Khi được sử dụng chính xác, việc mang thai hiếm khi xảy ra khi dùng viên thuốc tránh thai hay một dụng cụ tránh thai đặt trong tử cung (IUD) tuy nhiên, nếu nó xảy ra, thì thường là mang thai ngoài dạ con. Dù việc mang thai là hiếm sau khi thắt ống dẫn trứng, nếu nó xảy ra, cũng thường là mang thai ngoài dạ con. Một siêu phân tích từ các dữ liệu y khoa đã cho thấy việc hút thuốc lá làm gia tăng đáng kể nguy cơ mang thai ngoài dạ con.

## Các bệnh đồng hành
Ngoài các biến chứng thai kỳ có thể diễn ra, một phụ nữ có thể có các bệnh hay điều kiện khác (không trực tiếp gây ra bởi việc mang thai) trở nên trầm trọng hơn hay có thể trở thành một nguy cơ với việc mang thai.
- Đái tháo đường và mang thai là những tương tác của bệnh đái tháo đường (không hạn chế ở đái tháo đường do thái nghèn) và mang thai. Các nguy cơ cho đứa trẻ gồm sẩy thai, hạn chế phát triển, phát triển quá mức, thai quá lớn (macrosomia), polyhydramnios và khiếm khuyết khi sinh.
- Trong trường hợp bệnh đồng hành systemic lupus erythematosus và thai nghén, có sự gia tăng tỷ lệ phôi chết trong tử cung và sẩy thai tự phát (sẩy thai), cũng như neonatal lupus.

## Giữ lại tế bào thân
Hai kiểu tế bào thân có thể được giữ lại trước khi đứa trẻ sinh: tế bào thân màng ối và tế bào thân rốn máu dây rốn.
Việc tập hợp các tế bào thân màng ối là một phần của quá trình amniocentesis. Các tế bào thân rốn máu dây rốn có thể được lưu giữ trong cả các ngân hàng máu dây rốn nhà nước và tư nhân, ngân hàng tế bào thân màng ối đầu tiên tại Hoa Kỳ được mở cửa bởi Trung tâm Tế bào Sinh học tháng 10 năm 2009 tại Medford, Massachusetts.

## Xã hội và văn hóa

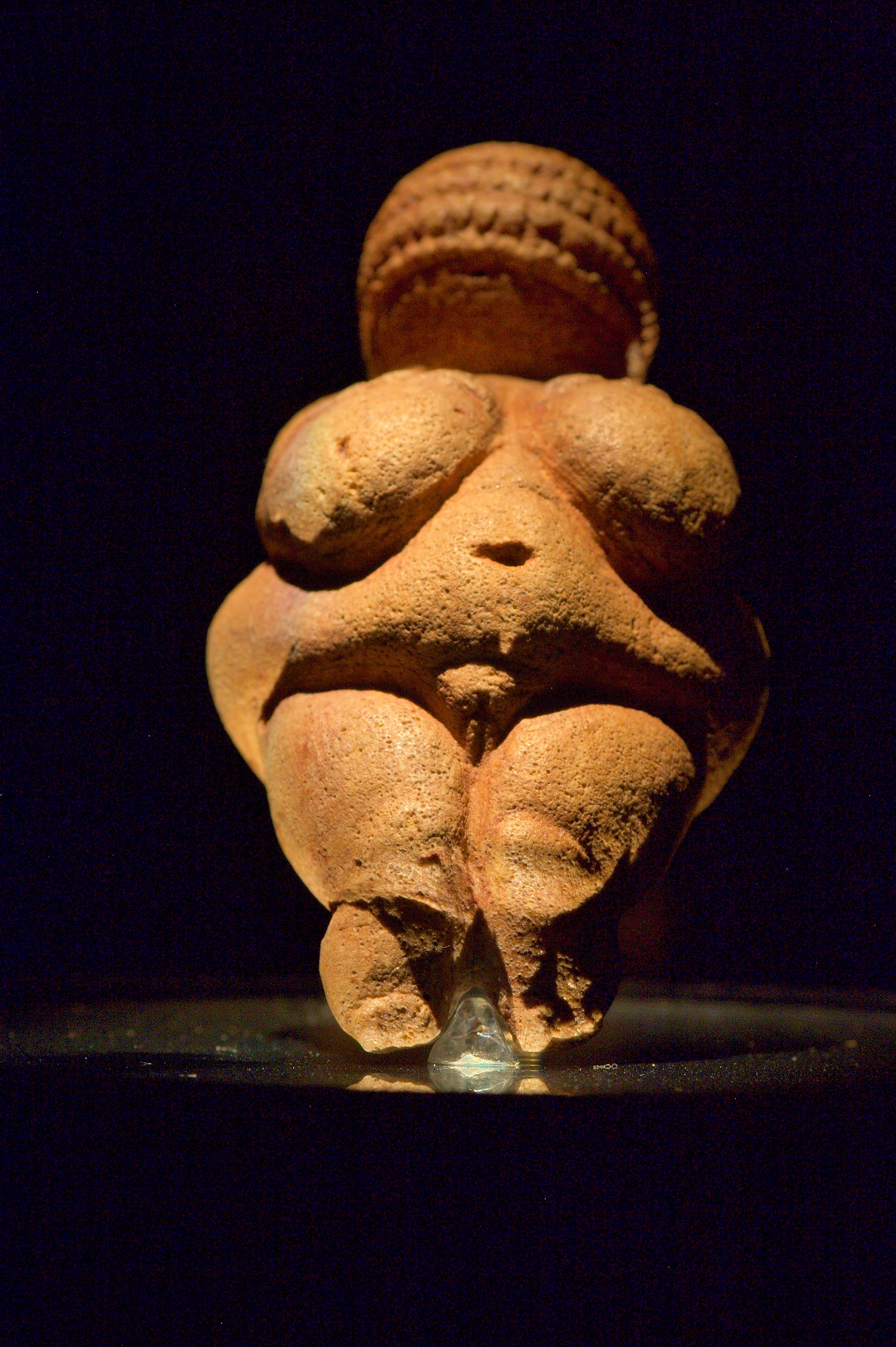
"Vệ nữ Willendorf"

Trong hầu hết các nền văn hóa, phụ nữ mang thai có một vị trí đặc biệt trong xã hội và nhận được sự chăm sóc đặc biệt ân cần. Đồng thời, họ cũng là chủ thể của những mong đợi có thể gây ra những áp lực tâm sinh lý lớn, như phải sinh ra một đứa con trai và người thừa tự. Trong nhiều xã hội truyền thống, phải có hôn nhân trước khi mang thai, bà mẹ và (không hợp pháp) đứa trẻ có thể bị trừng phạt.
Việc thể hiện hình những phụ nữ mang thai có thể là những biểu tượng thần bí bao hàm khả năng sinh sản. Cái gọi là Vệ nữ Willendorf phóng đại những đặc điểm tình dục của phụ nữ (ngực và bụng lớn, mu lớn) đã được coi như là đặc điểm thể hiện khả năng sinh sản tốt trong nghi lễ sinh sản tại châu Âu thời kỳ đồ đá.
Nói chung, việc mang thai gắn liền với nhiều phong tục thường là đối tượng của việc nghiên cứu sắc tộc, thường có nguồn gốc từ y khoa truyền thống hay tôn giáo. Việc tắm cho trẻ sơ sinh là một ví dụ của phong tục hiện đại.
Thai nghén là một chủ đề quan trọng trong xã hội học và gia đình. Đứa trẻ sắp sinh đã được đặt trước vào nhiều vai trò xã hội như một người sẽ thừa kế hay quản lý tài sản. Mối quan hệ của cha mẹ hay quan hệ giữa cha mẹ và những người xung quanh cũng bị ảnh hưởng.

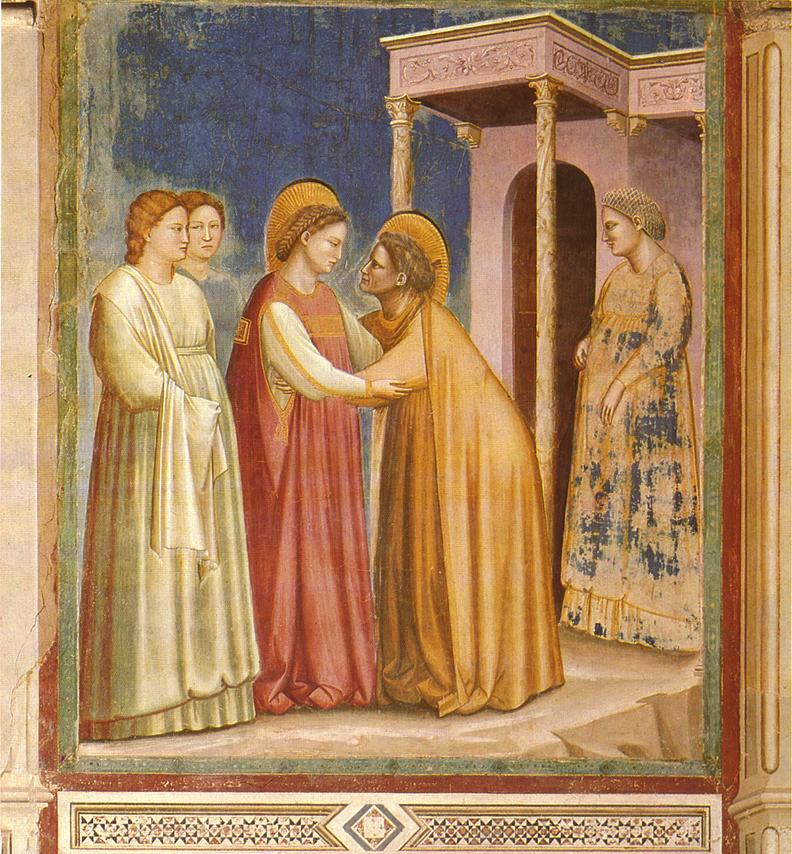
Giotto di Bondone
Thăm viếng, khoảng năm 1305

### Nghệ thuật
Vì vai trò quan trọng của Đức mẹ trong Thiên chúa giáo, nghệ thuật hội họa phương Tây có một truyền thống lâu dài trong việc thể hiện những phụ nữ mang thai.
Việc mang thai, và đặc biệt là sự mang thai của những phụ nữ chưa kết hôn, cũng là một motif quan trọng trong văn học. Những tác phẩm đáng chú ý là Tess of the d'Urbervilles của Hardy và Faust của Goethe.

### Nhân khẩu học
Tại châu Âu, tuổi sinh trung bình đã tăng lên liên tục trong một khoảng thời gian. Ở Tây Âu, Bắc Âu, và Nam Âu, tuổi sinh lần đầu trung bình của phụ nữ trong khoảng 26 tới 29, tăng so với mức 23 tới 25 hồi đầu thập niên 1970. Tại một số quốc gia châu Âu (Tây Ban Nha), tuổi trung bình của phụ nữ ở lần sinh đầu tiên thậm chí còn vượt quá ngưỡng 30.
Quá trình này không chỉ diễn ra ở châu Âu. châu Á, Nhật Bản và Hoa Kỳ cũng đang chứng kiện sự gia tăng tuổi sinh lần đầu tiên, và quá trình này cũng đang mở rộng ra các nước đang phát triển như Trung Quốc, Thổ Nhĩ Kỳ và Iran. Tại Mỹ, tuổi sinh lần đầu là 25 năm 2006.

#### Phá thai
Một sự phá thai là việc chấm dứt một phôi hay thai, hoặc tự nhiên hoặc bằng các biện pháp y tế. Khi được thực hiện, thường là nó diễn ra trong ba tháng đầu hơn là ba tháng thứ hai và hiếm khi diễn ra ở ba tháng cuối. Không sử dụng biện pháp tránh thai, tránh thai không hiệu quả, kế hoạch hóa gia đình kém hay cưỡng hiếp có thể dẫn tới việc mang thai ngoài ý muốn. Tính pháp lỹ xã hội về việc phá thai khác biệt trên toàn thế giới và cũng thay đổi theo thời gian. Tại hầu hết các quốc gia Tây Âu, việc phá thai trong ba tháng đầu là một tội hình sự vài thập kỷ trước nhưng đã được hợp pháp hóa, thỉnh thoảng là chủ đề của việc bắt buộc tư vấn. Ví dụ, tại Đức, ở thời điểm năm 2009 chưa tới 3% các vụ phá thai có sự chỉ dẫn y tế.

### Sự bảo vệ pháp lý với phụ nữ mang thai
Nhiều quốc gia có nhiều điều luật hiện hành để bảo vệ phụ nữ mang thai và trẻ em. Hiệp ước Bảo vệ Bà mẹ năm 2000 đảm bảo rằng người phụ nữ mang thai được miễn làm ca đêm hay làm việc nặng. Nghỉ thai sản thường cho phép bà mẹ được nghỉ có lương trong khoảng ba tháng cuối thai kỳ và một khoảng thời gian nữa sau khi sinh. Những ví dụ đáng chú ý gồm Na Uy (8 tháng trả đủ lương), Việt Nam (6 tháng trả đủ lương). Tại Hoa Kỳ, thai phụ không được trả lương thời gian nghỉ ngoại trừ một số bang. Hơn nữa, nhiều quốc gia có các đạo luật chống phân biệt khi mang thai.

### Mang thai sau mãn kinh
Với những sự phát triển của công nghệ các trường hợp mang thai sau mãn kinh đã diễn ra, và có nhiều ca phụ nữ có tuổi mang thai tới kỳ sinh sản, thường là nhờ cấy phôi vào tử cung từ một trứng hiến tặng, được ghi nhận. Một phụ nữ 61 tuổi người Brazil cấy ghép trứng được hiến tặng đang chờ sinh đứa con đầu tiên vào tháng 9 năm 2011.